# مشتسکه ژهروویتسه
مشتسکه ژهروویتسه (به چکی: Mšecké Žehrovice) یک منطقهٔ مسکونی در جمهوری چک است که در ناحیه راکوونیک واقع شده‌است.